# 合肥市东部新城有轨电车
合肥市东部新城有轨电车为安徽省合肥市肥东县规划中的有轨电车项目。

## 概况
该线全长16.47公里，设站20座，总投资23.5亿元，起于祥和路包公大道站，止于瑶岗路龙兴大道站。支线线路起点为祥和路站，计划与正在建设当中的轨道交通2号线东延线实现换乘，支线线路长0.99公里。

## 历史
2020年6月10日，合肥市东部城区有轨电车交通调查及客流预测报告发布。10月16日，合肥市东部城区有轨电车一期工程项目建议书审批前公示发布。12月3日，合肥市东部城区有轨电车一期工程项目建议书获省发展改革委批复。